# Scorodocarpus borneensis
Scorodocarpus borneensis là một loài thực vật có hoa trong họ Olacaceae. Loài này được (Baill.) Becc. miêu tả khoa học đầu tiên.

## Hình ảnh

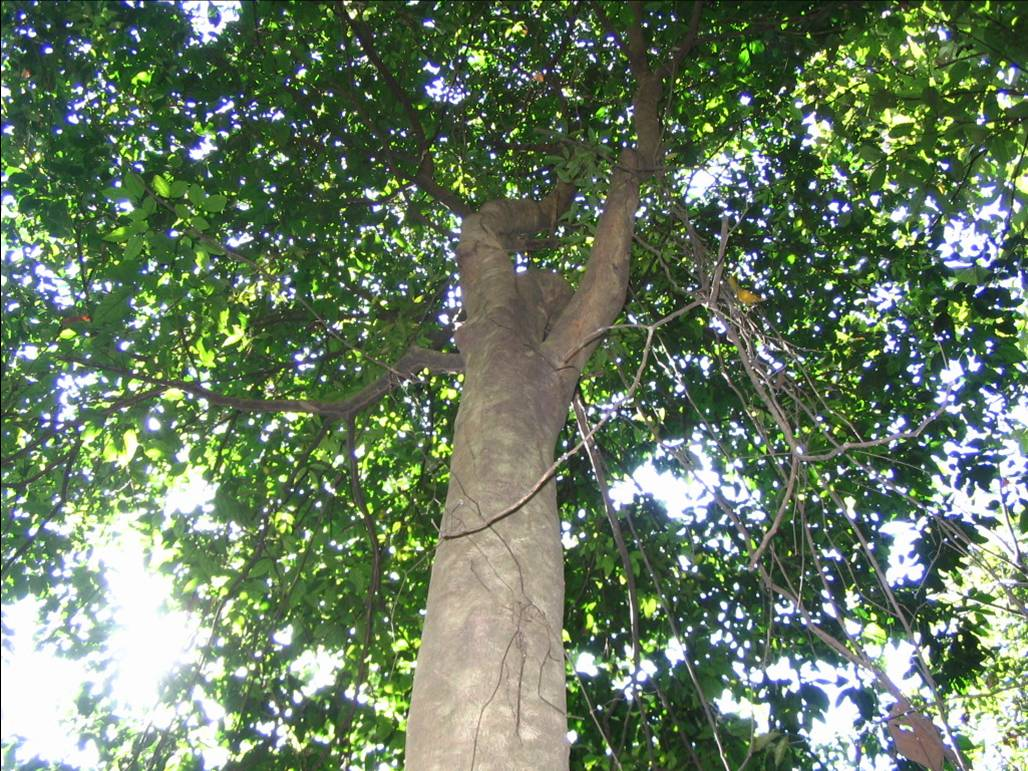